# Tour du feu (Veszprém)
Pour les articles homonymes, voir Tour du feu.
La Tour du feu (hongrois : Tűztorony, prononcé [ˈtyːstoɾoɲ], en français aussi Tour de guet) est une tour de 48 mètres qui fait partie de la muraille d'enceinte du château de Veszprém. La date de construction est inconnue.